# Anthony Bajon
Pour les articles homonymes, voir Bajon.
Anthony Bajon, né le 7 avril 1994 à Villeneuve-Saint-Georges, est un acteur français.
Lors de la 68e Berlinale en 2018, il est récompensé par l’Ours d'argent du meilleur acteur pour son rôle dans La Prière de Cédric Kahn.

## Biographie

### Enfance et formation
Anthony Bajon naît en avril 1994 à Villeneuve-Saint-Georges. D'origine polonaise et issu du milieu ouvrier, il grandit dans l’Essonne. Il décide de devenir acteur à 5 ans, en voyant Le Roi lion au Grand Rex.

## Carrière

### Débuts au théâtre
En 2009, Anthony Bajon débute au théâtre dans la pièce de théâtre Le père Noël est une ordure de la troupe du Splendid, mise en scène par Camille Peyrot.
En 2013, il passe le premier casting de sa vie et obtient un rôle dans le court métrage Petit Homme de Jean-Guillaume Sonnier. Il fait ensuite une courte apparition dans un épisode de Falco sur TF1 et dans le huitième épisode intitulé Dame de feu de la série Les Dames, lancé en décembre 2015 sur France 2.
Pour sa première participation à un long métrage, il donne la réplique à Adèle Haenel dans Les Ogres réalisé par Léa Fehner ; sa prestation est mentionnée dans un article du Hollywood Reporter alors qu'il n'a qu'une seule scène. Dans une interview pour Allociné, Adèle Haenel loue également son jeu dans cette scène.
En 2015, après un rôle dans le sixième épisode Un parfum d'Amérique de la seconde saison des Origines il est engagé pour incarner un collégien, Dimitri, pour la série télévisée Les Grands, dont le tournage a lieu entre le 19 octobre et 21 novembre 2015  au lycée Grandmont à Tours.
En 2016, il est le jeune homme au condylome dans le film Médecin de campagne de Thomas Lilti et Marcel dans Les Enfants de la chance de Malik Chibane, ainsi que l'étudiant maître d'hôtel dans L'Embarras du choix (Éric Lavaine), Simon, le frère de Maryline (Guillaume Gallienne), le petit Vaugoubert dans Nos années folles (André Téchiné) et Auguste Beuret, fils de Rodin réalisé par Jacques Doillon en 2017.

### Révélation
Cédric Kahn raconte à Télérama le casting d'Anthony Bajon pour son film La Prière : « La première chose que j'ai dite, à la vidéo (au casting) (…) : c'est Depardieu, mais en 1900 ». « Anthony a passé le casting au même titre que les autres. C'est lui qui avait le plus grand spectre de jeu. Il a quelque chose de candide », ajoute le réalisateur à L'Express
En 2017, aux côtés de Damien Chapelle et de Louise Grinberg, il incarne l’un des personnages principaux appelé Thomas, un accro à l'héroïne, qui va joindre une communauté isolée dans la montagne pour se soigner par la prière dans La Prière de Cédric Kahn, grâce auquel il devient le septième acteur français primé de l’Ours d'argent du meilleur acteur au 68e festival international du film de Berlin en février 2018 : « J'ai beaucoup prié pour avoir cet Ours, c'est tout à fait incroyable, c'est un rêve pour moi. (…) Je me sens en fait comme un petit garçon qui ne peut pas contrôler ses émotions », raconte-t-il devant la presse après la cérémonie. À seulement 23 ans, il en devenait le plus jeune lauréat ; seul Leonardo DiCaprio, primé en 1997, avait été aussi précoce. Le 16 juin de la même année, il obtient le Swann d’or de la révélation masculine pour son rôle dans La Prière.
Jeux d'influence de Jean Xavier de L'estrade est diffusé la même année sur Arte, où il interprète le personnage Benjamin Villeneuve dans six épisodes.
Le 14 janvier 2019, pendant la soirée des révélations des César du cinéma, Guillaume Canet, son parrain avec qui il tourne alors Au nom de la terre d'Édouard Bergeon, déclare à propos de son filleul : « Il n'est pas un acteur en devenir mais un acteur ».
En 2019, Philippe Lioret lui confie le premier rôle de son téléfilm Paris-Brest, un unitaire pour Arte librement adapté du roman du même nom, de Tanguy Viel. Il doit voir en Bajon « une révélation absolue ! Un phénomène de justesse, d’intensité… »»

## Filmographie

### En tant qu'acteur

#### Longs-métrages
- 2015 : Les Ogres de Léa Fehner : le jeune de la caravane
- 2016 : Médecin de campagne de Thomas Lilti : le jeune homme au condylome
- 2016 : Les Enfants de la chance de Malik Chibane : Marcel
- 2017 : L'Embarras du choix d’Éric Lavaine : l'étudiant maître d'hôtel
- 2017 : Maryline de Guillaume Gallienne : Simon, le frère de Maryline
- 2017 : Nos années folles d’André Téchiné : le petit Vaugoubert
- 2017 : Rodin de Jacques Doillon : Auguste Beuret
- 2018 : La Prière de Cédric Kahn : Thomas
- 2019 : Au nom de la terre d'Édouard Bergeon : Thomas Jarjeau
- 2019 : Tu mérites un amour de Hafsia Herzi : Charlie
- 2020 : Merveilles à Montfermeil de Jeanne Balibar : Guillaume Dessailly
- 2021 : Teddy de Zoran Boukherma et Ludovic Boukherma : Teddy
- 2021 : La Troisième Guerre de Giovanni Aloi : Léo
- 2021 : Les Méchants de Mouloud Achour et Dominique Baumar : Carcéral
- 2021 : Une jeune fille qui va bien de Sandrine Kiberlain : Igor
- 2021 : Un autre monde de Stéphane Brizé : Lucas Lemesle
- 2022 : Athena de Romain Gavras : Jérôme
- 2023 : Chien de la casse de Jean-Baptiste Durand : Dog
- 2024 : L'Amour ouf de Gilles Lellouche : Tony
- 2024 : Le Dossier Maldoror de Fabrice Du Welz : Paul Chartier
- 2026 : Gourou de Yann Gozlan

#### Courts-métrages
- 2014 : Petit Homme de Jean-Guillaume Sonnier
- 2015 : Les Bêtes errant sous les feuilles de laurier de Théo Gottlieb
- 2015 : Azurite de Maud Garnier : Timanthe
- 2015 : Magic World de Julien Hosmalin : Johan
- 2016 : Le Vélo de Jérémy de Zoé Héran
- 2016 : Fils de de Léo Fontaine : Val
- 2017 : Plein été de Josselin Facon : Le jardinier
- 2017 : Le Bleu Blanc Rouge de mes cheveux de Josza Anjembe : Fabien
- 2017 : Mon poussin (SweetHeart) de Jérémie Seguin : Charlie
- 2022 : Harmony de Céline Gailleurd et Olivier Bohler
- 2023 : L'Acteur, ou la surprenante vertu de l'incompréhension de Hugo David et Raphaël Quenard : lui-même

#### Téléfilm
- 2020 : Paris-Brest de Philippe Lioret : Colin

#### Séries télévisées
- 2014 : Falco
- 2015 : Les Dames : Cyprien
- 2015 : Section zéro de Olivier Marchal
- 2016 : Origines : Lucas
- 2017 : Les Grands : de Vianney Lebasque
- 2017 : Les Petits Meurtres d'Agatha Christie : Georges Maupin
- 2018 : Ad Vitam : de Thomas Cailley : Ian
- 2018 - 2019 : Jeux d'influence de Jean-Xavier de Lestrade : Benjamin Villeneuve
- 2022 : Le Monde de demain de Katell Quillévéré et Hélier Cisterne :  Bruno Lopes / Kool Shen

#### Doublage
- 2023 : Bernard Tapie, le spectacle permanent (France Télévisions)
- 2023 : Nous les ouvriers (France Télévisions)

#### Clips
- 2014 : Wasting my Time de Yalta Club, réalisé par Simon Penochet[2]
- 2015 : La Fine équipe de Cheese Naan, réalisé par Julien Capelle et Axel Morin[2]
- 2016 : Le jour de nos fiançailles de Gérald de Palmas
- 2019 : Clip des révélations 2019 César du cinéma, réalisé par Yann Gonzalez [15]

### En tant que réalisateur

#### Court-métrage
- 2023 : La Grande Ourse

## Théâtre
- 2009 : Le père Noël est une ordure de la troupe du Splendid, mise en scène par Camille Peyrot[2]
- 2012 : Crise à l'usine de Harold Pinter, mise en scène par Akim Ben Hafsia[2]
- 2012 : Offre d’emploi de Harold Pinter, mise en scène par Akim Ben Hafsia[2]
- 2013 : Oswald et Zenaïde de Jean Tardieu, mise en scène par Akim Ben Hafsia[2]
- 2013 : Les Mots inutiles de Jean Tardieu, mise en scène par Akim Ben Hafsia[2]
- 2013 : Gifles d’Akim Ben Hafsia[2]
- 2013 : Un chapeau de paille d'Italie d'Eugène Labiche, mise en scène par Akim Ben Hafsia[2]
- 2013 : Où sont mes lunettes ? d’Akim Ben Hafsia[2]
- 2014 : Arloc de Serge Kribus, mise en scène par Adriano Sinivia[2]
- 2014 : Arrête ton cinéma de Jean-Pierre Jacovella[2]
- 2015 : Poésies et chants de batailles de Jean-Pierre Jacovella[2]

## Distinctions

### Récompenses
- Berlinale 2018 : Ours d'argent du meilleur acteur dans La Prière
- Festival du film de Cabourg 2018 : Swann d'or de la révélation masculine pour La Prière
- New York Film Awards 2018 : Meilleur jeune acteur pour Mon poussin [16]
- Festival du film francophone d'Angoulême 2019 : Valois du Meilleur acteur pour Au nom de la terre[17]
- Festival Jean-Carmet de Moulins 2019 :  Prix du jury du meilleur second rôle masculin pour Tu mérites un amour[18]
- Festival international du film de Vilnius 2020 :   Prix d'interprétation masculine attribué collectivement à Anthony Bajon, Djanis Bouzyani et Jérémie Laheurte pour Tu mérites un amour
- Festival du premier film francophone de La Ciotat2021 : Prix d'interprétation masculine pour La Troisième Guerre [19]
- Festival du premier film francophone de La Ciotat 2023 : Prix d'interprétation masculine ex aequo avec Raphaël Quenard pour Chien de la casse
- Association des critiques de séries 2023 : Meilleure performance pour Le monde de demain

### Nominations
- César 2019 : César du meilleur espoir masculin pour La Prière
- Prix Lumières 2019 : Lumière du meilleur espoir masculin pour La Prière[20]
- César 2020 : César du meilleur espoir masculin pour Au nom de la terre
- César 2024 : César du meilleur acteur dans un second rôle pour Chien de la casse